# 요시타케 히로후미
요시타케 히로후미(일본어: 吉武 博文, 1960년 6월 8일 ~ )는 일본의 축구 지도자이다.

## 경력
2009년 일본 U-17 국가대표팀의 감독으로 부임. 2011년과 2013년 FIFA U-17 월드컵에 출전했다.